# 闽西职业技术学院
闽西职业技术学院是位于中华人民共和国福建省龙岩市的一所公办全日制专科职业高等学校。
1983年，闽西职业大学成立。2004年2月，改名为闽西职业技术学院。
目前，学校拥有校本部、天马校区、虎岭校区、汀州校区4个校区。